# Elnaz Rekabi
Elnaz Rekabi (em persa: الناز رکابی; Irão, 1989) é uma escaladora iraniana. Foi a primeira mulher iraniana a ganhar uma medalha nos campeonatos mundiais de escalada. Foi eleita uma das "100 mulheres mais inspiradoras e influentes do mundo em 2022" pela BBC.

## Biografia
Nascida no Irão em 1989, Elnaz Rebaki foi a primeira mulher iraniana a ganhar uma medalha nos campeonatos mundiais de escalada.
Entre as várias competições em que ganhou uma medalha, destaca-se o Campeonato Mundial de Escalada da Federação Internacional de Escalada Desportiva (IFSC) 2021, onde ganhou a medalha de bronze, e o Campeonato Asiático de Escalada da IFSC, onde subiu ao pódio três vezes, para receber uma medalha de prata prata e duas de bronze.
Em Outubro de 2022, Elnaz participou no Campeonato Asiático de Escalada da IFSC de 2022, onde terminou em quarto lugar e chamou a atenção ao nível internacional, ao competir sem o hijab, obrigatório no Irão.  O facto de ter acontecido durante os protestos provocados pela morte de Mahsa Amini fez com que fosse visto como um gesto de apoio aos que saíram para a rua.
No dia 18 de outubro de 2022, dois dias após a competição, foi dada como desaparecida. No mesmo dia, foi colocado um post na sua conta de Instagram onde foi comunicado que Rekabi explicaria tudo numa entrevista colectiva quando chegasse ao Irão, com outros membros da equipa. De acordo com o mesmo post, o facto de ela ter competido sem o véu islâmico, deveu-se ao facto deste ter caído sem ela dar por isso.
A BBC Persa informou que o passaporte e o celular de Rekabi foram apreendidos e que o seu voo de regresso de volta de Seul foi antecipado um dia.